# Henning von Rumohr
Henning Karl Christian von Rumohr (* 28. Oktober 1904 in Plön; † 27. Januar 1984 auf Gut Drült bei Kappeln) war ein deutscher Verwaltungsbeamter, Rittergutsbesitzer und Schriftsteller.

## Leben
Er war Sohn des preußischen Hauptmanns d. R. Hermann Otto Wilhelm von Rumohr (1866–1926) Gutsherr auf Drült und ab 1902 auf dem Fideikommiss Groß Steinrade. Sein jüngster Bruder war der spätere Brigadegeneral der Bundeswehr Detlev von Rumohr.
Henning von Rumohr studierte Rechtswissenschaften an der Georg-August-Universität Göttingen. 1923 wurde er Mitglied des Corps Saxonia Göttingen. Nach Abschluss des Studiums, der Promotion zum Dr. jur. und dem Referendariat trat er in den Staatsdienst ein. Zum 1. Mai 1933 trat er der NSDAP bei (Mitgliedsnummer 2.746.595). 1936 wurde er zum Regierungsrat befördert und in das Reichsluftfahrtministerium versetzt.
1939 wurde von Rumohr zum Landrat des Kreises Eiderstedt. Während des Jahres 1940 war er noch zusätzlich vertretungsweise Landrat des Kreises Husum. 1941 wurde er zum Militär eingezogen und war zunächst an der Ostfront eingesetzt. 1943 wurde er Kriegsverwaltungsrat in Athen und leitete ab 1944 die Militärverwaltung für Griechenland. Er gelangte in britische Kriegsgefangenschaft, die er bis 1948 in Ägypten verbrachte.
Nach der Entlassung aus der Kriegsgefangenschaft lebte von Rumohr auf seinem Gut Drült im Kreis Flensburg. Er war Mitglied der fortwährenden Deputation der Schleswig-Holsteinischen Prälaten und Ritterschaft, Klosterprobst des adeligen St.-Johannis-Kloster vor Schleswig, Verbandsvorsteher von Wasser- und Bodenverbänden und Wegezweckverbänden. Als Schriftsteller schrieb er zahlreiche Bücher über Baudenkmäler Schleswig-Holsteins. Er war verheiratet mit Waltraut Freiin von Koenneritz.

## Schriften
- Die Staatsaufsicht über Forsten nach preußischem Recht, 1928
- Schlösser und Herrensitze in Schleswig-Holstein und in Hamburg, 1960
- Dat se bliven ewich tosamende ungedelt. Festschrift der schleswig-holsteinischen Ritterschaft zur 500. Wiederkehr des Tages von Ripen am 5. März 1960. (Herausgeber)
- Dome, Kirchen und Klöster in Schleswig-Holstein und Hamburg, 1962
- Die Bibliothek von Drült, 1962
- Quarnbek, ein adliges Gut in Holstein, 1971
- Schleswig-Holsteinische Ritterschaft, 1973 (zusammen mit Friedrich Graf Reventlow)
- Das St.-Johannis-Kloster vor Schleswig, 1977 (zusammen mit Wolfgang J. Müller)
- Zehn alte Herrenhäuser rund um Kiel (zusammen mit A. Hornemann)
- Schlösser und Herrenhäuser im nördlichen und westlichen Holstein, 1981 (zusammen mit Carl-Heinrich Seebach)
- Schlösser und Herrenhäuser in Schleswig, 1983
- Schlösser und Herrenhäuser in Schleswig-Holstein, 1983 (zusammen mit Hubertus Neuschäffer)
- Schlösser und Herrenhäuser in Ostholstein, 3. Auflage 1989